# German U15
Der Verein German U15 e. V. ist ein Zusammenschluss von fünfzehn großen forschungsstarken und medizinführenden Universitäten in Deutschland mit vollem Fächerspektrum und ohne profilgebende Ingenieurwissenschaften. Der Verbund wurde Ende 2012 gegründet.

## Ziele
Ziel des Verbundes ist es, „dass die forschungsstarken Volluniversitäten ihre Interessen in einer Weise zur Geltung bringen, die ihrer Bedeutung für das Wissenschaftssystem entspricht.“

## Organisation
Vorstand ist die Rheinische Friedrich-Wilhelms-Universität Bonn, vertreten durch ihren Rektor Michael Hoch; stellvertretender Vorstand sind die Universität Leipzig, vertreten durch ihre Rektorin Eva Inés Obergfell, die Eberhard Karls Universität Tübingen vertreten durch ihre Rektorin Karla Pollmann sowie die Freie Universität Berlin, vertreten durch ihren Präsidenten Günter M. Ziegler. Geschäftsführer ist Jan Wöpking.
Der Verein hat seinen Sitz in Berlin.
Der Verein ist seit November 2014 Mitglied im Global Network of Research Universities. Diesem gehören an: die Russell-Gruppe (Großbritannien, Sitz in London), Association of American Universities (Vereinigte Staaten von Amerika, Sitz in Washington D.C.), League of European Research Universities (Europa, Sitz in Leuven/Belgien), Association of East Asian Research Universities (chinesisches Festland, Japan, Korea, Hongkong und Taiwan), C9 League (China), Group of Eight (Australien, Sitz in Canberra), Research Universities 11 (Japan) und die U15 Group of Canadian Research Universities (Kanada, Sitz in Ottawa).

## Mitglieder
- Freie Universität Berlin
- Humboldt-Universität zu Berlin
- Rheinische Friedrich-Wilhelms-Universität Bonn
- Johann Wolfgang Goethe-Universität Frankfurt am Main
- Albert-Ludwigs-Universität Freiburg
- Georg-August-Universität Göttingen
- Universität Hamburg
- Ruprecht-Karls-Universität Heidelberg
- Universität zu Köln
- Universität Leipzig
- Johannes Gutenberg-Universität Mainz
- Ludwig-Maximilians-Universität München
- Universität Münster
- Eberhard Karls Universität Tübingen
- Julius-Maximilians-Universität Würzburg